# I Me Mine
Pistes de Let It Be… Naked
Don't Let Me Down Across the Universe
Pistes de Let It Be
Across the Universe Dig It
I Me Mine est une chanson des Beatles, écrite et composée par George Harrison, et parue le 8 mai 1970 sur l'album Let It Be. Elle figure également sur Anthology 3 en 1996, et sur Let It Be… Naked en 2003.
Répétée durant les séances projet Get Back le 8 janvier 1969, le master n'est finalement effectué qu'un an plus tard, le 3 janvier 1970, par George Harrison, Paul McCartney et Ringo Starr, après le départ définitif de John Lennon. Elle marque la toute dernière chanson enregistrée par les Beatles de leur carrière active.
I Me Mine donne son titre à l'autobiographie que George Harrison a publiée en 1980.

## Genèse de la chanson
La chanson est écrite par George Harrison le soir du 7 janvier, durant les séances du projet Get Back. La mélodie, décrite par l'auteur comme étant une « valse intense » (« heavy waltz »), est inspirée de La valse de l'Empereur jouée par l'Orchestre philharmonique de Vienne qui passait à la télévision dans l'émission Europa: The Titled and the Untitled de la chaîne BBC Two. I Me Mine, littéralement « Je, moi, mien », traite du problème de l'égocentrisme. Passionné de philosophie orientale, George Harrison pensait qu'il fallait se détacher de toute idée d'égo pour être absorbé par la conscience universelle. Il s'explique sur la chanson : « Je regardais autour de moi et tout ce que je pouvais voir était en rapport avec l'ego. « C'est mon morceau de papier », ou « donne-le moi », ou « Je suis ». Ça me rendait cinglé, je détestais tout ce qui était en rapport avec mon ego ; c'était un ensemble de choses fausses et éphémères que je détestais. ».
Le matin du 8 janvier, Harrison présente à Ringo Starr, au réalisateur Michael Lindsay-Hogg et son directeur photo Tony Richmond, sa nouvelle chanson, écrite la veille. À l'arrivée de McCartney et Lennon, le groupe commence à effectuer les arrangements. John Lennon est peu intéressé par ce titre, alors, avec Yoko Ono, il se met à valser dans le plateau Twickenham pendant une des répétitions. Comme à ce moment, l'idée de faire un spectacle est toujours dans les cartes, il est décidé que cette danse pourrait être un moment charmant durant la prestation. Une quarantaine de répétitions à trois ou à quatre, certaines incomplètes, sont effectuées durant la journée mais aucun master n'est effectué. Les arrangements ce jour-là possèdent une section dans un style de flamenco qui peut être entendue dans le film Let It Be accompagnée des pas de danse de John et Yoko. Une de ces répétitions est aussi entendue dans l'édition Deluxe de la réédition de l'album Let It Be.

## Enregistrement

### Enregistrement en trio
Un an plus tard, il est décidé que la chanson sera entendue dans le film et, de ce fait, sera nécessaire à l'album accompagnateur. Si la date du 20 août 1969 est retenue comme la dernière fois où les quatre Beatles ont été réunis en studio pour compléter le titre I Want You (She's So Heavy) de l'album Abbey Road, leur ultime enregistrement en tant que groupe, même en l'absence définitive de son membre fondateur, a bien eu lieu avec I Me Mine le 3 janvier 1970 et le lendemain où Paul, avec Linda McCartney, et George effectueront des chœurs pour la chanson Let It Be. Ce dernier enregistrera aussi un nouveau solo de guitare.
Le 3 janvier, Paul McCartney, George Harrison, et Ringo Starr se retrouvent donc en studio pour enregistrer I Me Mine. L'absence de Lennon s'explique par le fait qu'il avait définitivement, mais officieusement, quitté le groupe en septembre 1969; la nouvelle ayant été d'un commun accord tenue secrète. D'ailleurs, sur la version qui ne dure que 1:34, incluse sur Anthology 3, on retrouve en guise d'introduction une plaisanterie de George à ce sujet : « You all will have read that Dave Dee is no longer with us, but Mickey and Tich and I, just like to carry on the good work that's always gone down in number two », ce qui signifie « Vous avez tous lu que Dave Dee n'est plus avec nous, mais Mickey, Tich et moi comptons bien poursuivre le bon travail qu'on a toujours fait au [studio] numéro deux » ; ces noms faisant référence au groupe de pop rock britannique Dave Dee, Dozy, Beaky, Mick and Tich. Ces paroles humoristiques, plus complètes, sont aussi entendue dans la version Deluxe de 2021 rattachées à une courte improvisation de Wake Up Little Suzie et de la prise 11 de I Me Mine, une répétition instrumentale. La partie de flamenco, qui suit un pont de blues, entendue dans le film, est éliminée de la version studio. C'est la seizième et dernière prise qui sera retenue pour figurer sur la bande originale. 
Le 5 janvier, le producteur invité Glyn Johns effectue un mixage de I Me Mine et de Across the Universe, qui seront inclus dans sa troisième et dernière tentative d'album qui sera aussi abandonnée,. À part la reprise de la piste vocale de Harrison le 8 janvier sur For You Blue, il s'écoulera quatre mois sans la moindre activité musicale commune alors que, le 1er avril, Ringo Starr sera derrière les fût pour l'enregistrement des orchestrations mal-aimées de Spector.
I Me Mine est l'une des cinq chansons enregistrées par ce trio après la séparation du groupe, les quatre autres après la mort de Lennon. Elles sont All Those Years Ago en 1981 sur l'album de George Harrison Somewhere in England, puis le diptyque Real Love/Free as a Bird dans les années 1990 lors du projet Anthology, et Now and Then en 2023. Pour cette dernière, bien que travaillée en 1995, elle ne sera finalisée à titre doublement posthume, puisque qu'on y entend George Harrison, mort en 2001. La chanson I'm the Greatest de l'album Ringo de 1973 est aussi jouée à trois, avec en plus Billy Preston, mais cette fois en l'absence de Paul McCartney.

### Ajouts et mixage par Phil Spector
Le 23 mars, en présence de George Harrison, Phil Spector est en studio pour le mixage de la chanson. Comme cet enregistrement ne dure qu'à peine 1:34, Phil Spector décide donc de faire répéter une grande partie de la chanson, à partir de la 31e seconde, afin de l'allonger à 2:25. Le 1er avril suivant, on enregistre les orchestrations du chef d'orchestre Richard Hewson, avec une cinquantaine de musiciens et de vocalistes et Ringo Starr qui refait sa partition de batterie.
On retrouve dans Let It Be… Naked, 33 ans plus tard, le titre toujours allongé mais débarrassé de ses artifices de production. L'équipe de production pour cette version, Paul Hicks (en), Guy Massey et Allan Rouse, effectuent la coupe à 1:20 après le vers all through your life, contrairement à la version de Spector où on entend all through the day, et ils mixent différemment l'orgue et la guitare des deux ponts de blues ce qui donne l'impression d'entendre deux prestations.

## Personnel
- George Harrison: chant, guitare électrique, guitare acoustique
- Paul McCartney: basse, chœurs, orgue, piano électrique
- Ringo Starr: batterie
- George Martin: production

Enregistrement du 1er avril 1970
- Ringo Starr: batterie
- Orchestre de dix-huit violons, quatre altos, quatre violoncelles, trois trompettes, trois trombones et une harpe
- Richard Anthony Hewson: arrangements orchestraux
- Phil Spector: production[10]